# 天興 (熬羅孛極烈)
天興（1147年）为中国金朝时期起事者熬羅孛極烈的年号，前后共1年。

## 公元纪年对照表
| 天興 | 元年   |
| ---- | ------ |
| 公元 | 1147年 |
| 干支 | 丁卯   |

## 同期存在的其他政权年号
- 中國
  - 皇统（1141年－1149年）：金—金熙宗之年號
  - 紹興（1131年－1162年）：宋—宋高宗趙構之年號
  - 咸清（1144年－1150年）：西遼—感天后蕭塔不煙之年號
  - 人慶（1144年－1148年）：西夏—夏仁宗李仁孝之年號
  - 廣運（1138年－1147年）：大理—段正嚴之年號
  - 永貞（1147年－1148年）：大理—段正興之年號
- 越南
  - 大定（1140年－1162年）：李朝—李天祚之年號
- 日本
  - 久安（1145年－1151年）：近衛天皇之年號

## 参看
- 中國年號索引
- 其他政權使用的天興年號